# Nicolas Curien
Pour les articles homonymes, voir Nicolas Curien (mathématicien) et Curien.
Nicolas Curien, né le 14 novembre 1950 dans le 8e arrondissement de Paris, est un ingénieur-économiste et universitaire français, professeur émérite au Conservatoire national des arts et métiers (CNAM), spécialiste de l'économie industrielle des secteurs en réseaux et de l'économie numérique. Il a été membre du Collège de l'Autorité de régulation des communications électroniques et des postes (ARCEP) de 2005 à 2011. Il est membre fondateur de l'Académie des technologies et membre du Conseil Supérieur de l'Audiovisuel de 2015 à 2021.
Il est le fils d'Hubert Curien et d'Anne-Perrine Dumézil. 

## Carrière
Diplômé de l'École polytechnique (promotion 1970) et de Télécom ParisTech (1975), docteur-ingénieur en mathématiques appliquées de l'Université Pierre-et-Marie-Curie (1976), ingénieur du Corps des télécommunications (fusionné en 2009 avec le Corps des mines), Nicolas Curien commence sa carrière en 1977 comme enseignant-chercheur à l'École nationale supérieure des télécommunications. Il rejoint en 1978 la Direction des affaires financières de la Direction générale des télécommunications, au Ministère des PTT et il y anime, avec Michel Gensollen, une équipe d'études économiques qui examine notamment les conséquences de l'ouverture du marché des télécommunications à la concurrence.
En 1986, le ministre de la Défense André Giraud lui confie, en collaboration avec Jacques Lesourne, une mission de développement du calcul économique au sein du ministère. Il devient ensuite sous-directeur des études économiques à la Délégation aux études générales.
En 1989, il est nommé directeur-adjoint de l'École nationale de la statistique et de l'administration économique (ENSAE ParisTech), au sein de l'Institut national de la statistique et des études économiques (INSEE), où il est notamment chargé, avec Jacques Lesourne, d'un audit du Groupe des écoles nationales d'économie et statistique (GENES). Cette mission conduira en 1994 à la création de l'École nationale de la statistique et de l'analyse de l'information (ENSAI).
En 1992, il est nommé professeur titulaire de la chaire « Économie et politique des télécommunications » au Conservatoire national des arts et métiers (CNAM), où il dirige le Laboratoire d'économétrie de 1999 à 2005.
En juin 2005, il est nommé par Christian Poncelet, Président du Sénat, membre du Collège de l'Autorité de régulation des communications électroniques et des postes pour un mandat de six ans. Son successeur est Françoise Benhamou.
En 2012, il devient professeur émérite au Conservatoire national des arts et métiers où il mène ses recherches dans le cadre du Laboratoire interdisciplinaire de recherches en sciences de l'action (LIRSA).
En janvier 2015, Nicolas Curien est nommé membre du Conseil Supérieur de l'Audiovisuel sur proposition du Président du Sénat, Gerard Larcher.
Il est membre fondateur de l'Académie des technologies, créée en 2000, membre du Conseil scientifique de la revue Flux, membre du Comité éditorial de la revue Communications & Stratégies.
Il a été membre de la Commission supérieure du service public des postes et communications électroniques de 1996 à 2005 ; professeur associé à l'École Polytechnique de 1985 à  2006, au département d'économie, qu'il a présidé de 1992 à 1997, puis au département d'humanités et sciences sociales ; administrateur de l'Association française des opérateurs mobiles (AFOM) de 2004 à 2005 ; membre du Conseil scientifique de GDF Suez de 2010 à 2015 ; membre du Conseil scientifique de la Commission de régulation de l'énergie de 2000 à 2002 ; membre du Conseil scientifique de l'Institut Mines-Télécom de 1999 à 2002 ; associé du Conseil des applications de l'Académie des sciences de 1991 à 2000, ensuite devenu Académie des technologies.
Olivier Schrameck ne pouvant exercer son poste de président du CSA pour « raisons de santé », Nicolas Curien le remplace à partir du 26 février au 28 mai 2018.
En juin 2019, pour fêter le 30e anniversaire du CSA, Nicolas Curien a pris part à une vidéo parodiant la chanson La Tactique du gendarme de Bourvil. Cette vidéo avait été produite pour n'être utilisée qu'en interne, mais Nicolas Curien l'a publiée sur Facebook et Linkedin ; la vidéo a fait le tour des réseaux sociaux, suscitant l'hilarité (voire les moqueries) des internautes et son auteur l'a finalement retirée de ses réseaux sociaux.

## Ouvrages
- Filtrage sous-optimal de suites gaussiennes à deux indices, thèse de docteur-ingénieur, Université Pierre-et-Marie-Curie, 1976.
- L'Économie des télécommunications, ouvrage collectif, Revue Économique, n° hors série, 580 p., 1987.
- Prévision de la demande de télécommunications, méthodes et modèles, avec Michel Gensollen, Eyrolles, 457 p., 1989.
- L'ENSAE demain, étude prospective, avec Jacques Lesourne, INSEE, 130 p., 1991.
- Économie et management des entreprises de réseau, ouvrage collectif, Collection ENSPTT, Economica, 210 p., 1992.
- Économie des télécommunications, ouverture et réglementation, avec Michel Gensollen, Economica, 318 p., 1992.
- Réseaux de communications, marchés et territoires, avec Gabriel Dupuy, Presses nationales des ponts et chaussées, 175 p., 1996.
- Introduction à la microéconomie, l'étude des marchés, Éditions de l'École Polytechnique, 108 p., 2000.
- Économie de l'internet, avec Éric Brousseau, ouvrage collectif, Revue Économique, n° hors série, 400 p., 2001.
- La Société de l'information, avec Pierre-Alain Muet, La Documentation française, 310 p., 2004.
- Économie des réseaux, Collection Repères, La Découverte, 128 p., 2e édition, 2005.
- L'Industrie du disque, avec François Moreau, Collection Repères, La Découverte, 128 p., 2006.
- Internet and Digital Economics, avec Éric Brousseau, Cambridge University Press, 796 p., 2007.
- La Neutralité d'Internet, avec Winston Maxwell, Collection Repères, La Découverte, 128 p., 2011.

## Famille
Nicolas Curien est le petit-fils de l'historien des religions Georges Dumézil (1898-1986), le fils de l'ancien ministre de la Recherche Hubert Curien (1924-2005), le neveu de l'ambassadeur Gilles Curien, le frère de l'artiste peintre Christophe Curien, ainsi que du mathématicien Pierre-Louis Curien.